# Juho Vennola
Juho Vennola, né le 19 juin 1872 à Oulu et mort le 3 décembre 1938 à Helsinki, est un homme d'État finlandais, membre du Parti progressiste national (KE).
Il est Premier ministre du 15 août 1919 au 15 mars et du 9 avril au 2 juin 1922,.